# Варнава (Філатов)
Архієпископ Макіївський Варнава  (в миру Станіслав (В'ячеслав) Юрійович Філатов) (*21 квітня 1953, м. Ашгабад (Туркменістан) — архієпископ Макіївський, вікарій Донецької єпархії УПЦ (МП).

## Біографія
Архієпископ Макіївський Варнава народився 21 квітня 1953 року в Ашгабаді ТРСР у православній сім'ї. Батько і мати були медичними працівниками. У 1974 році переїхав з родиною до Грузинської РСР у Сухумі, де займався іконописом, співав у церковному хорі та ніс послух вівтарника.
22 квітня 1976 року в кафедральному Благовіщенському соборі Сухумі Митрополитом Сухумським та Абхазьким Ілією висвячений у сан диякона з призначенням служити у тому ж соборі.
1991 року переїздить у Макіївку Донецької області.
2 травня 1991 року в Луганському кафедральному Петропавлівському соборі єпископом Донецьким і Луганським Іоанникієм висвячений у сан священика з призначенням «на настоятельське служіння в Свято-Іоанно-Кронштадтський храм м. Кіровське Донецької області». Того ж року вступив на заочний сектор Київської духовної семінарії.
1 червня 1993 року призначений кліриком Свято-Казанського собору м. Макіївки Донецької області. 8 червня 1993 року — настоятелем Свято-Георгіївського собору Макіївки.
5 січня 1995 року в Донецькому кафедральному Свято-Миколаївському соборі єпископом Донецьким і Маріупольським Іполитом був пострижений у чернецтво з ім'ям Варнава на честь апостола від 70-ти Варнави (день тезоіменитства 17 січня).
З 22 жовтня 1995 року по 16 серпня 1996 року був благочинним Макіївського округу.
11 жовтня 1996 року архієпископ Донецький і Маріупольський Іларіон возвів отця Варнаву в сан ігумена.
31 серпня 1997 року Блаженнішим Володимиром, Митрополитом Київським і всієї України, возведений у сан архімандрита.
З 27 жовтня 1998 року призначений бути членом єпархіальної ради Донецької єпархії. З 25 березня 2002 року — благочинний Торезького округу.
24 січня 2007 року синод УПЦ МП призначив Філатова єпископом Макіївським, вікарієм Донецької єпархії.
11 лютого 2007 року у Свято-Георгіївському соборі Макіївки відбулася архієрейська хіротонія отця Варнави в єпископа Макїївського, вікарія Донецької єпархії.
Рішенням Священного Синоду Української Православної Церкви від 29 березня 2007 року, призначений керуючим Бердянською єпархією з титулом «Бердянський і Приморський».
18 жовтня 2007 року звільнений від управління Бердянською єпархією та призначений вікарієм Донецької єпархії.
28 серпня 2014 року возведений в сан архієпископа.
У травні 2015 брав участь в публічних акціях терористичної організації «ДНР».

## Державні нагороди
- Орден «За заслуги» III ст. (30 листопада 2013) — за значний особистий внесок у соціально-економічний, науково-технічний, культурно-освітній розвиток Української держави, вагомі трудові досягнення, багаторічну сумлінну працю[2]